# Clément de Brillac
Clément de Brillac  (mort à Lesterps le 21 septembre 1514) est un ecclésiastique qui fut évêque de Saint-Papoul  de 1471 à 1495 puis évêque de Tulle de 1495 à sa mort.

## Biographie
Clément de Brillac est issu d'une famille originaire du Limousin. Il est le fils de Guy de Brillac et de Marthe de Pompadour. Il est apparenté à François et à Christophe de Brillac, évêques d'Orléans, fils et petit-fils de son oncle Pierre de Brillac, fondateur de la branche cadette d'Argy.
Il est prieur d'Aureil lorsqu'il devient en 1471 évêque de Saint-Papoul lors du transfert de Denis de Bar sur le siège épiscopal de Tulle. Le 9 mars 1495 avec l'accord du pape Alexandre VI il permute son évéché avec son prédécesseur à Saint-Papoul. Il fait son entrée à Tulle le 31 mai suivant et devient ansi également abbé de Rocamadour. Il est à l'origine de la réfection du palais épiscopal. Il meurt le 21 septembre 1514 dans son abbaye de Lesterps dont il est commendataire et où il est inhumé.
La bulle pontificale de Léon X sécularisant à sa demande le chapitre de chanoines de Tulle n'est promulguée qu'après son décès le 27 octobre 1514.

## Héraldique
Ses armoires sont : d'azur à trois fleurs de lys 2 et 1.